# 4926 Smoktunovskij

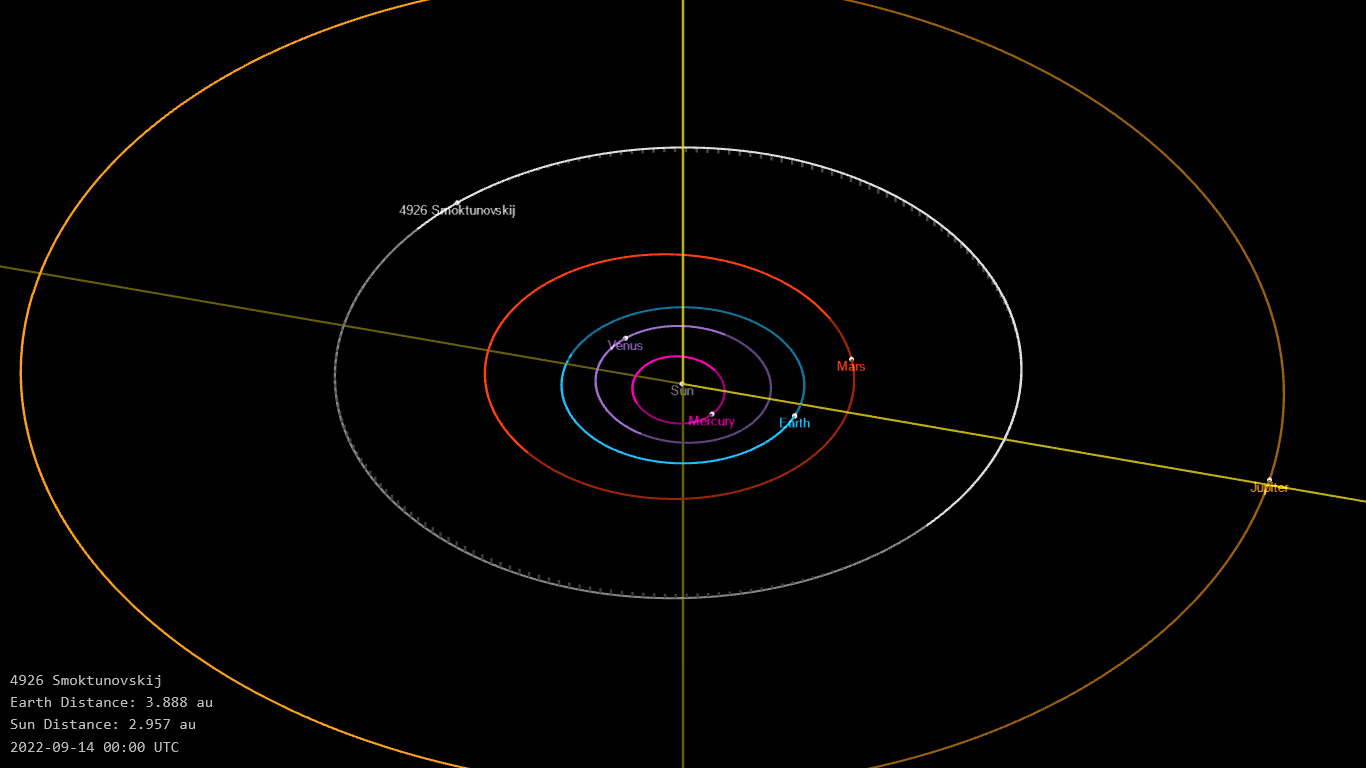

4926 Smoktunovskij è un asteroide della fascia principale. Scoperto nel 1982, presenta un'orbita caratterizzata da un semiasse maggiore pari a 2,8325535 UA e da un'eccentricità di 0,0489971, inclinata di 1,30142° rispetto all'eclittica.
Prende il nome dall'attore Innokentij Mikhailovič Smoktunovskij.